# Massacri di Markale
I massacri di Markale furono due bombardamenti perpetrati dall'esercito Serbo-Bosniaco durante l'assedio di Sarajevo nella guerra in Bosnia ed Erzegovina, con obiettivo civili che frequentavano il mercato cittadino di "Markale" (mercato in bosniaco), nel centro storico di Sarajevo, in Bosnia ed Erzegovina.
Il primo massacro ebbe luogo il 5 febbraio 1994 e causò 68 morti e 144 feriti. Il secondo ebbe luogo il 28 agosto 1995, quando 5 proiettili da mortaio provocarono 43 morti e 75 feriti. L'ultimo dei due attacchi fu il casus belli che giustificò l'attacco aereo della NATO contro le forze serbo-bosniache.

## Primo massacro
Il primo massacro fu effettuato il 5 febbraio 1994 tra le 12:10 e le 12:15, quando una granata lanciata da un mortaio da 120 mm esplose nel mercato affollato nel centro di Sarajevo. Personale di soccorso e personale dell'ONU accorsero sul luogo per soccorrere le numerose vittime civili, mentre si diffondevano le prime immagini del massacro.
Le prime ricostruzioni dell'attacco attribuirono il lancio del colpo di mortaio alle forze del governo bosniaco. Un rapporto inizialmente diramato dall'UNPROFOR sosteneva che il proiettile provenisse dalle posizioni tenute dal governo bosniaco. Un successivo e più dettagliato rapporto dell'UNPROFOR evidenziò degli errori nei calcoli balistici effettuati nel primo rapporto, concludendo che non era possibile definire quale fazione avesse lanciato l'ordigno.
Nel gennaio 2003, nel corso del processo tenuto al tribunale penale internazionale per l'ex-Jugoslavia contro Stanislav Galić, il generale serbo a comando dell'esercito serbo-bosniaco durante l'assedio di Sarajevo, fu decretato che il colpo fu esploso dalle forze serbe schierate sulle colline attorno alla città. Galić fu condannato all'ergastolo per crimini contro l'umanità.

## Secondo massacro
Il secondo massacro si verificò 18 mesi più tardi, il 28 agosto 1995, verso le 11:00. Questa volta 5 colpi di mortaio furono indirizzati verso il mercato affollato ma le vittime furono di meno (43 morti e 75 feriti). Le autorità serbo-bosniache, come nel 1994, negarono ogni responsabilità e accusarono il governo bosniaco di bombardare i propri civili allo scopo di attrarre l'attenzione internazionale e favorire un intervento armato.
In un rapporto dell'assemblea generale delle Nazioni Unite del 1999, l'UNPROFOR definiva una chiara responsabilità dell'esercito serbo-bosniaco nel bombardamento del mercato:
Concludendo che:
In contrasto con le conclusioni del rapporto, il colonnello russo Andrei Demurenko asserì che le supposizioni alla sua base erano incorrette in quanto si basavano sulla presupposto che le granate fossero state lanciate da postazioni serbo-bosniache scartando altre possibili ipotesi; inoltre Demurenko affermò che, avendo visitato le postazioni serbo-bosniache che si supponeva avessero lanciato gli attacchi, nessuna di esse potesse essere stata usata per il lancio di proiettili da mortaio. Concluse quindi che le forze serbo-bosniache fossero state ingiustamente accusate per l'attacco al fine di giustificare l'intervento armato della NATO contro la Serbia.
In seguito alla diatriba David Harland, l'ex responsabile degli affari civili dell'ONU in Bosnia, convocato al processo contro Dragomir Milošević al tribunale internazionale dell'Aia, dichiarò che il mito secondo il quale l'UNPROFOR non fosse in grado di definire la provenienza dei colpi di mortaio era stata un suo espediente, inventato al fine di fornire un'"affermazione neutra" al comandante dell'UNPROFOR Rupert Smith, chiamato a commentare il massacro:
L'intento era quello di non allarmare i Serbi per un possibile intervento della NATO, compromettendo la sicurezza dei caschi blu dispiegati nei territori sotto il controllo serbo.

## Processo
L'establishment serbo-bosniaco negò ogni responsabilità nei due massacri, accusando i bosniaci di bombardare i propri civili al fine di conquistare la simpatia della comunità internazionale e favorire l'intervento della NATO contro l'aggressore.
Nel gennaio del 2004 i pubblici ministeri nel processo contro Stanislav Galić, un generale serbo-bosniaco, comandante del reparto Sarajevo-Romanija durante l'assedio di Sarajevo, presentarono un rapporto che comprendeva la testimonianza di Berko Zečević, un esperto di munizioni. L'analisi di Zečević rivelava sei possibili posizioni dalle quali il colpo di mortaio che aveva causato il primo massacro potesse essere stato lanciato, cinque delle quali in territorio serbo-bosniaco e una sotto il controllo dell'armata della Repubblica di Bosnia ed Erzegovina. Quest'ultima al momento dei fatti era visibile dagli osservatori dell'UNPROFOR, i quali non registrarono alcun lancio di proiettili da quella postazione. Zečević inoltre descrisse che alcuni componenti dei proiettili potevano esserer stati lanciati solo da due postazioni, entrambe sotto il controllo dell'esercito serbo-bosniaco. Al termine del processo Galić fu giudicato colpevole per tutti i cinque colpi di mortaio per i quali era stato accusato, inclusi quello che esplosero nel mercato di Markale.
Sebbene ampiamente segnalato dai media internazionali, il comitato Helsinki per i diritti umani segnalò che in Serbia il verdetto era stato ignorato.
Nel 2007 il generale Dragomir Milošević, ex comandante del corpo Sarajevo-Romanija, fu giudicato colpevole delle azioni di bombardamento e cecchinaggio contro la popolazione civile di Sarajevo tra l'agosto 1994 e la fine del 1995 e condannato a 33 anni di reclusione. L'esito del processo definiva anche che in occasione del secondo massacro il mercato di Markale fu colpito da proiettili da mortaio da 120 mm di calibro lanciati dalle postazioni tenute dal corpo Sarajevo-Romanija dell'esercito serbo-bosniaco. Nel 2009 tuttavia la camera d'appello del tribunale internazionale ha ribaltato la condanna nei confronti di Milošević, riducendo la pena a 29 anni di reclusione
Secondo lo scrittore Tim Judah:
(Tim Judah, The Serbs: History, Myth and the Destruction of Yugoslavia)

## Conseguenze
Due giorni dopo il secondo massacro di Markale, il 30 agosto 1995 il segretario generale della NATO annunciò l'inizio degli attacchi aerei contro le postazioni serbo-bosniache, supportati dalle forze di reazione rapida dell'UNPROFOR al fine, tra gli altri, di colpire obiettivi strategici dei serbo-bosniaci e di alleggerire l'assedio subito dalla popolazione di Sarajevo. La decisione di iniziare l'operazione Deliberate Force fu presa congiuntamente dai comandanti della NATO e dell'UNPROFOR e fu innescata dal secondo massacro di Markale.
Il 1º settembre 1995 la NATO e l'ONU chiesero la cessazione dell'assedio di Sarajevo, la rimozione delle armi pesanti dalla zona di esclusione attorno alla città e la completa sicurezza delle altre zone di sicurezza delle nazioni unite. La NATO cessò i bombardamenti che spianarono la strada ai negoziati che si conclusero con l'accordo di Dayton del novembre 1995.